# Socratea
Socratea je rod palmi smješten u tribus Iriarteeae, dio potporodice Arecoideae. Postoji pet vrsta raširenih u tropskoj tropskoj Americi, na sjever do Nikaragve.
Vanjski slojevi debla izuzetno su tvrdi i izdržljivi te se, cijepani, koriste u izgradnji kuća i obora. Wallace (1853) bilježi upotrebu bodljikavog korijena za ribanje manioke. Starije  palme se mogu rezati kako bi se napravili lukovi za strijele (Balick 1985).

## Vrste
1. Socratea exorrhiza (Mart.) H.Wendl.
2. Socratea hecatonandra (Dugand) R.Bernal
3. Socratea karstenii F.W.Stauffer & Balslev
4. Socratea rostrata Burret
5. Socratea salazarii H.E.Moore

## Sinonimi
- Metasocratea Dugand